# Cerovec pod Bočem
Cerovec pod Bočem je naselje v Občini Rogaška Slatina.